# Marina Sargenti
Marina Rae Sargenti (nascuda el 21 de juliol de 1947) és una directora, guionista i productora estatunidenca. La primera pel·lícula de Sargenti va ser la pel·lícula de terror de 1990 Mirror, Mirror, que ella va coescriure. Més tard va dirigir diversos episodis de Models Inc. (1994–95), Malibu Shores (1996) i la pel·lícula per a televisió Lying Eyes (1996).

## Filmografia
| Any     | Títol                             | Crèdit               | Notes                      |
| ------- | --------------------------------- | -------------------- | -------------------------- |
| 1990    | Mirror, Mirror                    | Directora, guionista |                            |
| 1991    | Child of Darkness, Child of Light | Directora            | Pel·lícula per a televisió |
| 1994–95 | Models Inc.                       | Directora            | 3 episodis                 |
| 1996    | Malibu Shores                     | Directora            | 1 episodi                  |
| 1996    | Lying Eyes                        | Directora            | Telefilm                   |
| 1997    | Xena: Warrior Princess            | Directora            | 1 episodi                  |